# Eric Najsztat
Eric Najsztat (* 1965) ist ein ehemaliger französischer Schauspieler.
Er debütierte neunjährig als Aubin in Serge Moatis Serie La Pain noir (1974). Bernard Toublanc-Michel, der bereits Isabelle Adjani 1969 für einen Kinderfilm im Kino debütieren ließ, gab ihm die Rolle des Jean-Philippe, Sohn eines ermordeten Schriftstellers, in seinem Thriller Das böse Vergnügen. War er hier der Sohn von Anny Duperey, so war Claude Jade (die ebenfalls eine Hauptrolle in Das böse Vergnügen spielt) seine Mutter in der Komödie Alle lieben Mami Rose (1976). Hier spielte Eric Najsztat den frechen Benoît, für den seine Eltern (Claude Jade und Claude Giraud) eine Pflege-Oma (Gisèle Casadesus) ins Haus holen. Es folgten die Serie La lune papa (1979) sowie die Filme Joyeuses colonies de vacances, Les Insulaires und Après tout ce qu'on a fait pour toi (1982) mit Marie-Christine Barrault und Michel Blanc. Es blieb sein letzter Film. Najsztat wurde später Anwalt.